# Кадиллак (Мичиган)
Кадиллак (англ. Cadillac) — город в округе Уэксфорд, штат Мичиган, США.

## История
Кадиллак получил статус города в 1877 году после основания артели лесорубов. Назван в честь Антуана Ломе. Город занимает территорию в 9 квадратных миль, включая озеро Кадиллак.
В дополнение к тому, что город был вотчиной лесоперерабатывающих заводов, Кадиллак также являлся родиной Мичиганской железоперабатывающей компании, которая выпускала паровозы системы Шея. Первый локомотив был сконструирован Эфраимом Шеем в 1878 году. В дань наследию, гордости за былое и для будущих поколений восстановленный паровоз системы Шея находится на самом почётном месте в городском парке города Кадиллак. Это был один из первых локомотивов, способных транспортировать лес по горным лесовозным дорогам.
Эти паровозы использовались по всей стране с 1880 по 1945 годы.
По окончании Второй мировой войны основной статьей доходов города стал туризм после открытия горнолыжного курорта Caberfae.

## География
Местоположение: Примерно 100 миль севернее Гранд-Рапидс, штат Мичиган и 49 миль юго-восточнее Траверси-сити, штат Мичиган.

## Демография
Население: по переписи 2000 года в городе постоянно проживает 10000 человек. Туристический сезон/ Сезонные работы в отраслях — до 75000 человек.

## Экономика
Основные отрасли промышленности :
- Производство изделий из резины и каучука;
- Производство небольших судов и яхт;
- Здравоохранение;
- Производство пылесосов и других чистящих машин;
- Запасные части для тягачей-грузовиков;
- Запасные части для легковых автомобилей;
- Чугунолитейный завод;
- Производство военной техники;
- Производство всевозможных напитков;
- Туризм.

## Факты
- Знаменитая упаковка для куриных яиц «Шалтай-Болтай» была также придумана в городе Кадиллак.